# ラッキー・ダイヤモンド・リッチ

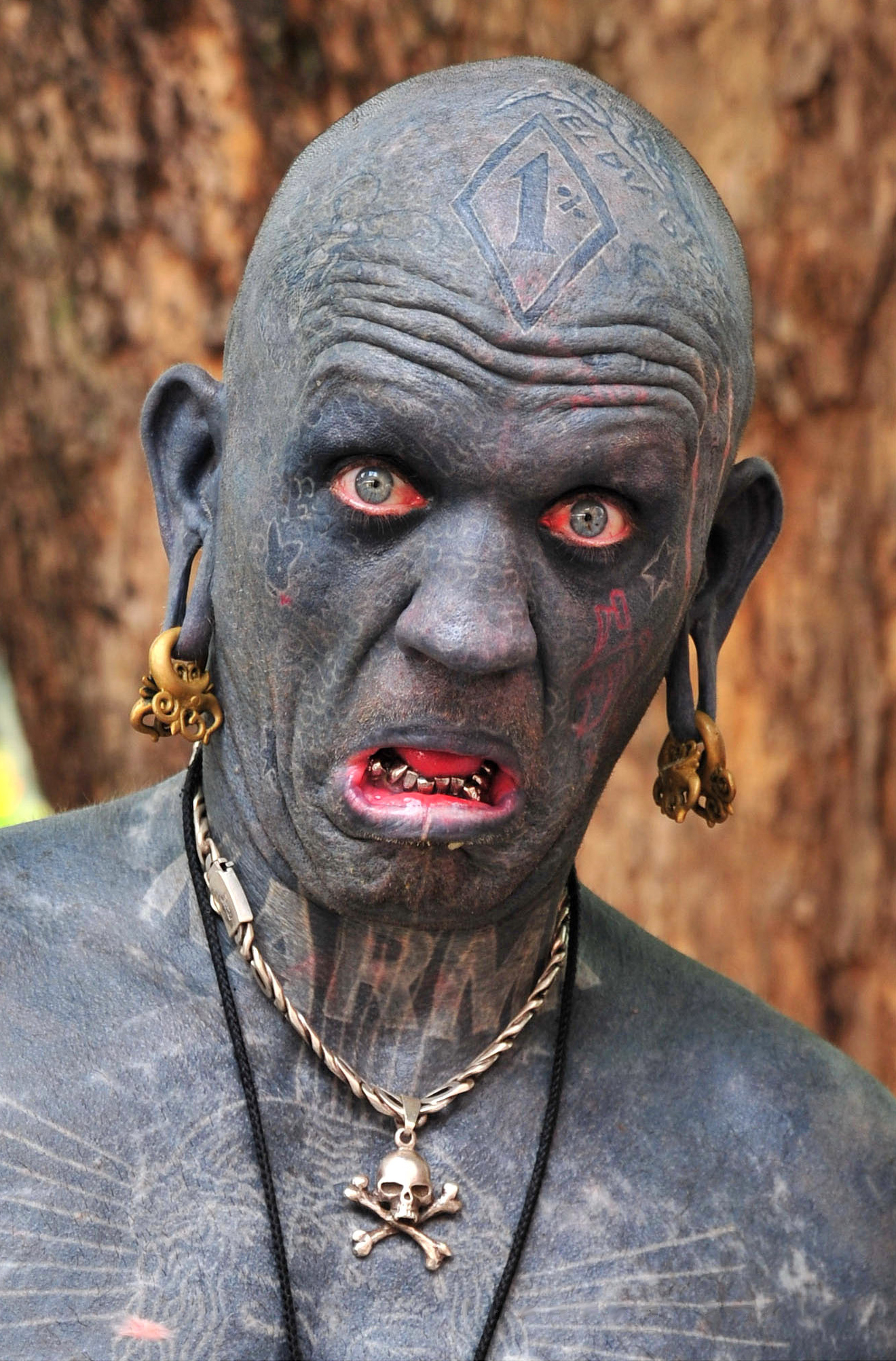
ラッキー・ダイヤモンド・リッチ

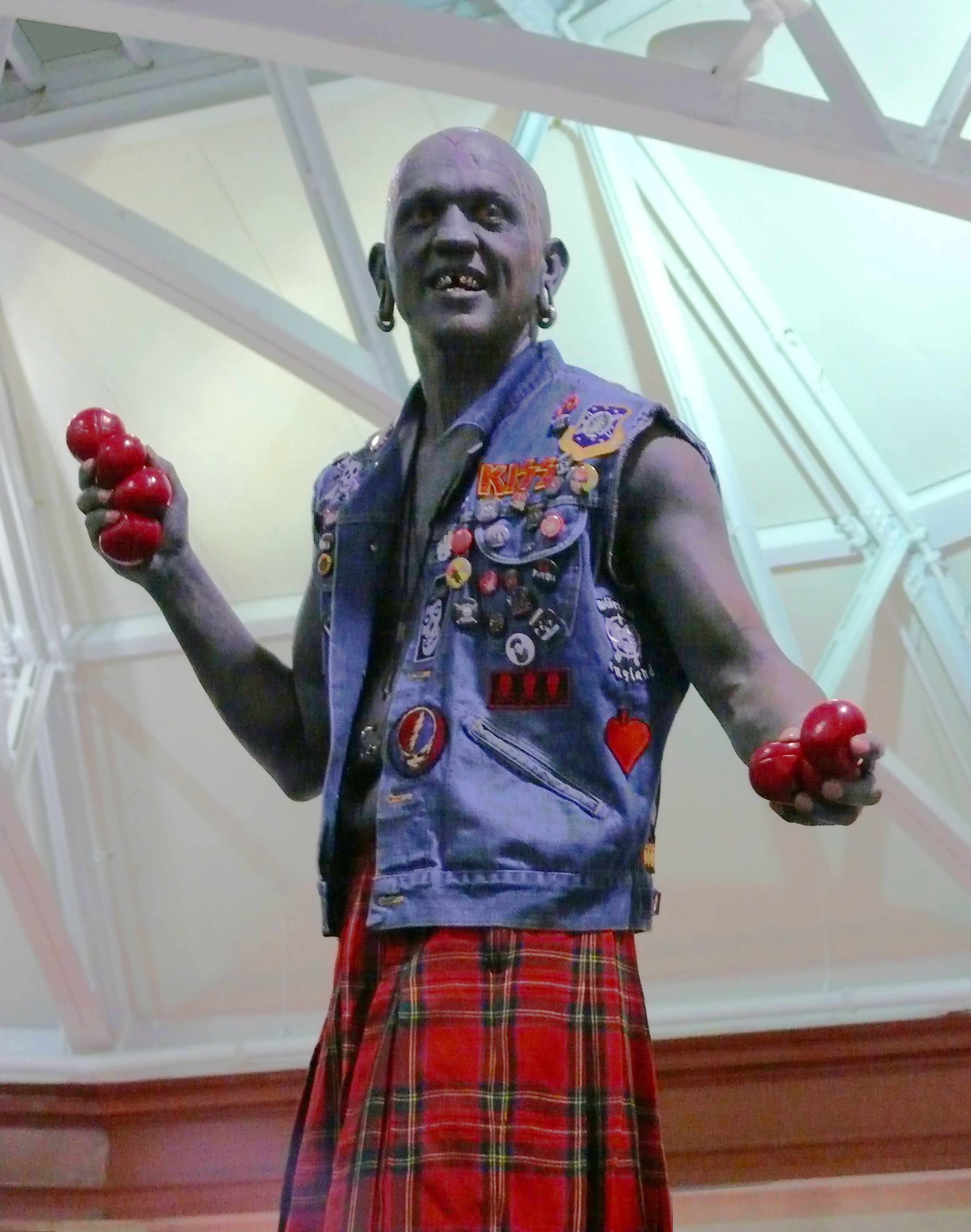
2008年

ラッキー・ダイヤモンド・リッチ（Lucky Diamond Rich、1971年 - ）はニュージーランド出身の、世界で最も刺青を入れている人物。刺青は全身100%に及んでおり、耳、口、陰茎包皮の内部にまで施されている。2006年、ギネス世界記録に認定された。
1998年にはLucky Richというバンドを組み、Skinというタイトルの5曲入りのシングルを発売した。彼がボーカルを務めたほか、ボーカルにベイビー・レモネード、ギターにマイケル・シェリダン、パーカッションにFAB、プログラミングにブライアン・セント・ジェームズやオリー・オルセンを擁した。